# Canadá en los Juegos Olímpicos de Tokio 2020
Canadá estuvo representado en los Juegos Olímpicos de Tokio 2020 por un total de 370 deportistas que compitieron en 30 deportes. Responsable del equipo olímpico fue el Comité Olímpico Canadiense, así como las federaciones deportivas nacionales de cada deporte con participación.
Los portadores de la bandera en la ceremonia de apertura fueron el jugador de rugby Nathan Hirayama y la jugadora de baloncesto Miranda Ayim.

## Medallistas
El equipo olímpico de Canadá obtuvo las siguientes medallas:
| Nombre | Deporte           | Competición              |
| --- | ----------------- | ------------------------ |
| Oro |                   |                          |
| Andre De Grasse | Atletismo         | 200 M                    |
| Damian Warner | Atletismo         | Decatlón M               |
| Kelsey Mitchell | Ciclismo en pista | Velocidad individual F   |
| Equipo | Fútbol            | Torneo F                 |
| Maude Charron | Halterofilia      | 64 kg F                  |
| Margaret MacNeil | Natación          | 100 m mariposa F         |
| Lisa Roman Kasia Gruchalla-Wesierski Christine Roper Andrea Proske Susanne Grainger Madison Mailey Sydney Payne Avalon Wasteneys Kristen Kit (t) | Remo              | Ocho con timonel (W8+) F |
| Plata |                   |                          |
| Mohammed Ahmed | Atletismo         | 5000 m M                 |
| Aaron Brown Jerome Blake Brendon Rodney Andre De Grasse                                                                                          | Atletismo         | 4×100 m M                |
| Kylie Masse | Natación          | 100 m espalda F          |
| Kylie Masse | Natación          | 200 m espalda F          |
| Kayla Sanchez Margaret MacNeil Rebecca Smith Penny Oleksiak                                                                                      | Natación          | 4×100 m libre F          |
| Laurence Vincent-Lapointe | Piragüismo        | C1 200 m F               |
| Jennifer Abel Mélissa Citrini-Beaulieu | Saltos            | Trampolín 3 m sincro. F  |
| Bronce |                   |                          |
| Andre De Grasse | Atletismo         | 100 M                    |
| Evan Dunfee | Atletismo         | 50 km marcha M           |
| Lauriane Genest | Ciclismo en pista | Kerin F                  |
| Jessica Klimkait | Judo              | –57 kg F                 |
| Catherine Beauchemin-Pinard | Judo              | –63 kg F                 |
| Penny Oleksiak | Natación          | 200 m libre F            |
| Kylie Masse Sydney Pickrem Margaret MacNeil Penny Oleksiak                                                                                       | Natación          | 4×100 m estilos F        |
| Laurence Vincent-Lapointe Katie Vincent | Piragüismo        | C2 500 m F               |
| Caileigh Filmer Hillary Janssens | Remo              | Dos sin timonel (W2-) F  |
| Equipo | Sóftbol           | Torneo F                 |